# Villa Strozzi di Bagnolo

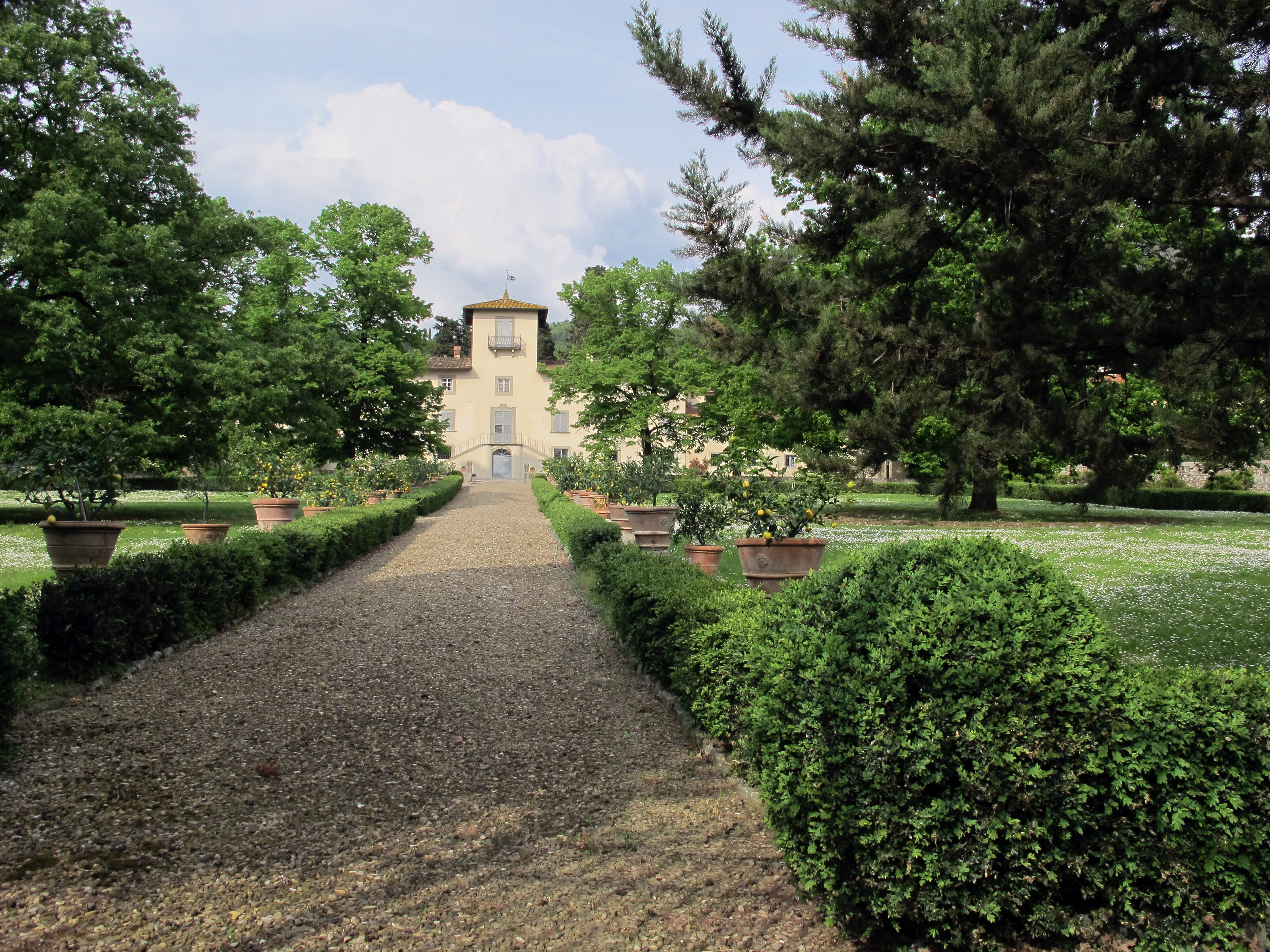
Villa Strozzi di Bagnolo

La Villa Strozzi di Bagnolo (o anche solo villa di Bagnolo) è un edificio storico di Montemurlo in provincia di Prato, situato in via Montalese 158, località Bagnolo. 

## Storia
Costruita tra il XVI e il XVII secolo, riadattando probabilmente una struttura medievale più modesta, la villa appartenne agli Strozzi di Firenze dai primi del Cinquecento. Vi risiedette ad esempio Piero, capo della sommossa antimedicea del 1537.
Fu rimodernata verso il 1742, quando venne probabilmente definito l'aspetto della facciata oggi visibile, e poi di nuovo a fine del secolo e nell'Ottocento. Passata di erede in erede fino ai giorni nostri, non è mai stata messa in vendita, sebbene dal 1863 la linea maschile di questo ramo si sia estinta. 

## Descrizione
Arretrata rispetto all'asse viario, presenta un vialone di accesso in ghiaia che taglia il prato in uno scenografico emiciclo, con ippocastani lungo il muro di cinta. 
La facciata principale mostra tre piani e sette assi, con ha un corpo centrale caratterizzato da una scala a doppia rampa e da una torre colombaria. Ai lati si trovano due ali più basse, destinate agli ambienti di servizio della servitù e della fattoria. Vicino si trova un oratorio dedicato a santa Lucia, decorato internamente da quadrature ottocentesche, un altare in stucco con edicola e una pittura parietale con la santa titolare riferibile al pratese Antonio Marini (prima metà del XIX secolo).
A monte si trova una facciata più semplice, che conserva un aspetto tardo cinquecentesco organizzato su sei assi con finestre del piano nobile dai davanzali sorretti da mensolette con voluta; più tardo è solo il portalino, settecentesco.
All'interno, nel piano seminterrato, si conserva un grande camino cinquecentesco con arme degli Strozzi. Al piano nobile si accede con scala a doppia rampa, che porta a un grande salone sul quale si affacciano stanze decorate ai primi dell'Ottocento con grottesche, putti e finte architetture.
Nel giardino si trovano grandi aiuole tra tigli e querce secolari, con una dolce pendenza.